# Цуде, Арно
Арно Цуде (нем. Arno Zude; род. 24 мая 1964) — немецкий шахматист, международный мастер (1995).
7 декабря 2005 года был удостоен Серебряного лаврового листа — высшей спортивной награды Германии.
Младший брат Эрик (род. 1965) также международный мастер.